# Апостолов, Георгий (скульптор)
Георгий Благоев Апостолов (болг. Георги Благоев Апостолов ; 29 марта 1923, Монтана, Третье Болгарское царство — 2015, Болгария) — болгарский скульптор. Лауреат Димитровской премии (1969).

## Биография
В 1951 году окончил Высший институт изобразительного искусства им. Николая Павловича. Ученик скульптора Ивана Фунева.
Основные темы творчества: образы и изображения революционной борьбы болгар.
Автор памятников «Владайское восстание» (1972, с. Владая), «Септемврийцы» (1973, с. Септемврийцы) и «Поп Андрей» (с. Медковец).

## Избранные работы
- «Арест 1923» (1953),
- «Строитель» (1964),
- «Апрельское восстание» (1968),
- «Поп Андрей» (1968),
- «Боримечка» (1969)
- «Поливач» (1973).